# 佩达拉
佩达拉（義大利語：Pedara），是意大利西西里大区卡塔尼亞廣域市的一个市镇。总面积19平方公里，人口12753人，人口密度671.2人/平方公里（2009年）。ISTAT代码为087034。